# Acton Bridge
Acton Bridge är en ort och civil parish i Storbritannien. Den ligger i kommunen Cheshire West and Chester i riksdelen England, i den södra delen av landet. Acton Bridge ligger 45 meter över havet och antalet invånare är 311.
Terrängen runt Acton Bridge är platt. Trakten runt Acton Bridge består i huvudsak av gräsmarker och jordbruksmark.